# Западный Ушарбай
За́падный Ушарба́й (бур. Баруун Ушарбай) — хутор в Могойтуйском районе Агинского Бурятского округа в Забайкальском крае России. 
Входит в состав сельского поселения Ушарбай.

## География
Хутор расположен на реке (падь) Жипкошин, к западу от села Ушарбай; расстояние между ними по прямой — около 1,5 км.
Климат
Климат, как и во всем районе, характеризуется как резко континентальный с умеренно жарким летом и продолжительной морозной малоснежной зимой. Средняя температура воздуха самого холодного месяца (января) составляет −22 — −26 °C; самого тёплого месяца (июля) — 18-20 °C. Также наблюдаются большие перепады сезонных и суточных температур, недостаточная увлажненность, большая сухость воздуха и значительное число солнечных дней в году. Вегетационный период 150 дней и более

## История
Основан хутор в 2018 году.
Создание хутора Западный Ушарбай обусловлено образованием жилой зоны на территории молочно-товарной фермы бывшего колхоза «Коммунизм».
В 2018 году Законом Забайкальского края от 15 ноября 2018 года N 1646-ЗЗК «О создании населенных пунктов на территории Могойтуйского района Забайкальского края» на территории сельского поселения «Ушарбай» образованы следующие сельские населенные пункты:
1) сельский населенный пункт с отнесением его к категории села с предполагаемым наименованием — Новый Ушарбай;
2) сельский населенный пункт с отнесением его к категории хутора с предполагаемым наименованием — Западный Ушарбай.
Распоряжением Правительства России от 15 июня 2019 г. № 1303-р присвоено наименование вновь образованным населенном пункта — селу Новый Ушарбай и хутору Западный Ушарбай.

## Население
| 2021 |
| ---- |
| 0    |

## Инфраструктура
Личное подсобное хозяйство.

## Транспорт
Хутор доступен по автодороге и по железной дороге. К востоку от хутора есть остановочный пункт «6358 км (Ушарбай)» и проходит автодорога регионального значения «Моготуй — Ушурбай».